# Болано
Болано (італ. Bolano, ліг. Bolan) — муніципалітет в Італії, у регіоні Лігурія, провінція Спеція.
Болано розташоване на відстані близько 340 км на північний захід від Рима, 85 км на схід від Генуї, 12 км на північний схід від Спеції.
Населення — 7879 осіб (2014).

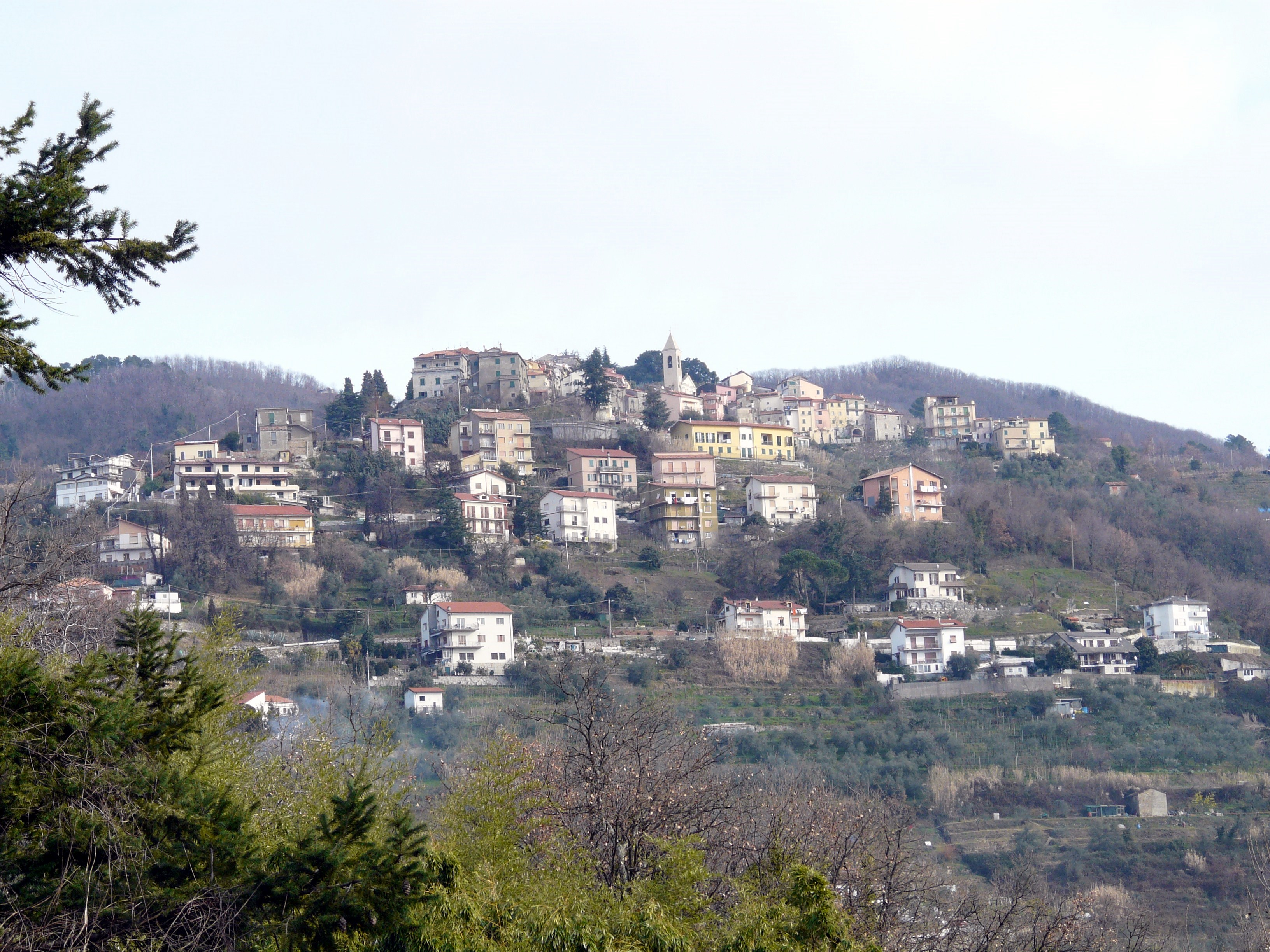

Щорічний фестиваль відбувається 7 квітня. Покровитель — святий Петро.

## Демографія
Населення за роками:

Станом на 1 січня 2023 року в муніципалітеті офіційно проживав 531 іноземець з 41 країни, серед них 132 громадяни країн Євросоюзу та 6 громадян України.

## Сусідні муніципалітети
- Аулла
- Фолло
- Поденцана
- Санто-Стефано-ді-Магра
- Трезана
- Веццано-Лігуре